# جشنواره فیلم بوسان

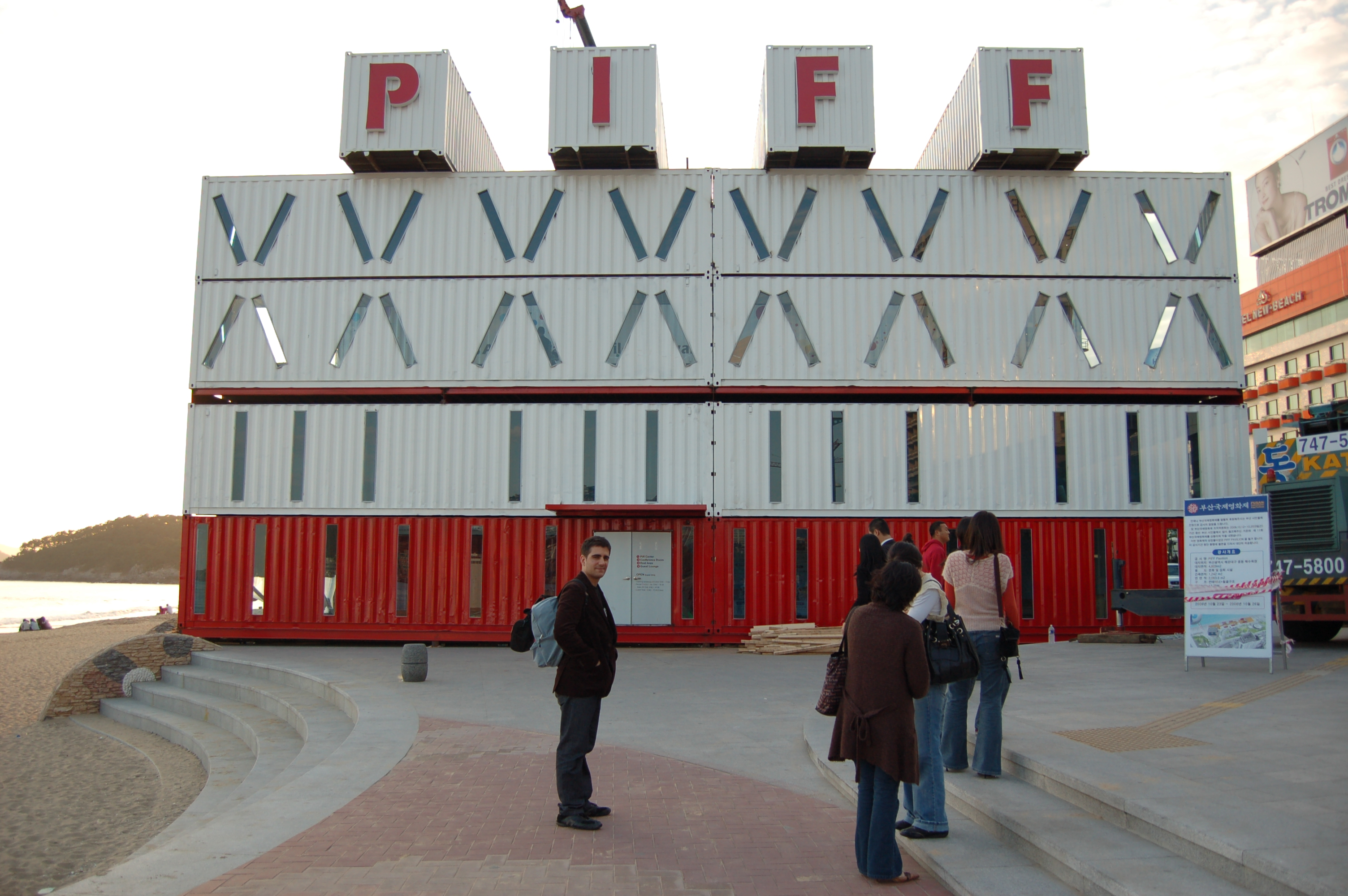
جشنواره فیلم پوسان، ۲۰۰۶

جشنواره بین‌المللی فیلم بوسان (BIFF) پیشتر جشنواره بین‌المللی فیلم پوسان (PIFF، به کره‌ای: 부산국제영화제) یکی از جشنواره‌های مهم فیلم آسیا است و میان سینماگران نوگرا لقب اسکار آسیایی را نیز به خود اختصاص داده‌است. این جشنواره تخصصی هرساله در ماه اکتبر در بوسان (یا پوسان) کره جنوبی برگزار می‌شود و دارای جوایز خوبی به لحاظ مادی می‌باشد. این جشنواره یکی از ۲۲ جشنواره مورد تأیید انجمن تهیه‌کنندگان جهانی فیلم (FIAPF، فیاپف) به‌شمار می‌رود. جشنواره فیلم پوسان به‌عنوان نخستین جشنواره بین‌المللی شبه‌جزیره کره، از سپتامبر ۱۹۹۶ آغاز به‌کار کرد.
در سال ۲۰۱۴ میلادی اصغر فرهادی، به عنوان رئیس هیئت داوران جشنواره فیلم بوسان انتخاب شد.
بیستمین دوره جشنواره بین‌المللی فیلم پوسان از اول اکتبر ۲۰۱۵ (پنج شنبه ۹ مهر ۱۳۹۴) فعالیت خود را آغاز کرد. برگزارکنندگان این جشنواره بین‌المللی، فهرست جدیدی از یکصد فیلم برتر آسیا منتشر کرده‌اند که ایران در آن با ۱۹ فیلم بعد از ژاپن و کره جنوبی رتبه سوم را به خود اختصاص داده‌است. از ایران فیلم‌هایی مثل سیزده هومن سیدی و در دنیای تو ساعت چند است؟ صفی یزدانیان و شکستن همزمان بیست استخوان برادران محمودی در این جشنواره برنده جایزه شده‌اند.

## بخش‌های جشنواره
- سینمای آسیا (بخش رقابتی اصلی)
- جریان‌های نو (بخش رقابتی)
- پنجره‌ای به سینمای آسیا
- سینمای جهان
- سینمای کره
- آکادمی فیلم آسیایی (AFA)
- نمای باز
- نمایش ویژه و مرور آثار چند کارگردان مؤلف آسیایی
- صندوق سینمای آسیا[۴]